# إلى المعلم مع الحب (أغنية)
إلى المعلم مع الحب (بالإنجليزية: To Sir with Love)<ref)‏>To Sir With Love - Lulu | Song Info | AllMusic (بالإنجليزية), Archived from the original on 2021-06-16, Retrieved 2021-06-13</ref> أغنية اللحن الرئيسي لفيلم جيمس كلافيل عام 1967 الذي يحمل نفس العنوان. قامت بأداء الأغنية المغنية والممثلة البريطانية لولو (التي لعبت دور البطولة أيضًا في الفيلم)، وكتبها دون بلاك ومارك لندن (زوج ماريون ماسي مديرة أعمال لولو منذ فترة طويلة). أنتج ميكي موست الأغنية، وقام مايك ليندر بالتوزيع وقيادة الأوركسترا. احتلت الأغنية قمة قائمة بيلبورد هوت 100 لمدة خمسة أسابيع متوالية. 
أصبحت الأغنية الأكثر مبيعًا لعام 1967 في الولايات المتحدة، وجعلت لولو في ذلك الوقت، ثاني فنانة بريطانية تتصدر قوائم الولايات المتحدة خلال عصر موسيقى الروك بعد بيتولا كلارك وأغنيتها «وسط المدينة Downtown» في عام 1965، والثالثة في التاريخ العام للقوائم الأمريكية بعد «وسط المدينة» وأغنية البريطانية فيرا لين «إلى اللقاء يا حبيب Auf Wiederseh'n Sweetheart» في عام 1952. لولو وحتى الآن، هي أول فنانة اسكتلندية منفردة تحقق هذا الإنجاز، وأصبحت شينا إيستون هي الثانية عندما تصدرت القوائم الأمريكية بأغنية «قطار الصباح من التاسعة إلى الخامسة Morning Train (Nine to Five)» في مايو 1981.
ظلت لولو وإيستون لمدة 44 عامًا، الفنانين الفرديين الأسكتلنديين الوحيدين الذين تصدرا قائمة بيلبورد الأمريكية حتى تصدر المغني الاسكوتلندي كالفن هاريس القائمة جنبًا إلى جنب مع ريهانا في تعاونهما بأغنية «وجدنا الحب We Found Love» في نوفمبر 2011.

## خلفية الأغنية
قام سيدني بواتييه في فيلم جيمس كلافيل عام 1967 «إلى معلمي مع الحب» بدور البطولة كمهندس عاطل عن العمل، حيث تولى وظيفة تدريس فصل جامح من الطلاب البيض في إيست إند بلندن، وبحلول نهاية الفيلم، يستحوذ المعلم بواتييه على الشباب غير المنضبط ويعلمهم احترام الذات. قامت المطربة «لولو» المولودة في غلاسكو بدور إحدى الطالبات، وكانت قد حققت شهرة في المملكة المتحدة بنسختها من أغنية «أصرخ»، وأثناء ظهورها لأول مرة في السينما، سمعت لولو الأغاني التي كان المنتجون يفكرون فيها للحصول على أغنية عنوان الفيلم، واعتقدوا أن الأغاني جميعًا خيارات سيئة، وقالت لولو لمجلة بيلبورد عام 1985: «لقد كرهتهم، وقلت لصديقي مارك لندن،» سوف يجعلونني أغني هذه الأغاني الفاسدة وسيكون الأمر فظيعًا. لماذا لا تكتب أنت الأغنية؟«ورد لندن بالنفي، معتقداً أنه ليس لديه فرصة لقبول عمله»، أصرت لولو، ولذلك جاء الملحن الكندي مع الموسيقى في خمس دقائق، وفي اليوم التالي، كتب الشاعر دون بلاك الكلمات. قالت لولو: «شعرت أنني فوق القمر.. وعرفت أنها ستكون أغنية رائعة»، وفي يونيو 1967، أصدرتها شركة ابيك كأغنية منفردة ولكنها على الوجه الثاني لأغنية لولو «القارب الذي اقوده». شعرت المغنية الاسكتلندية بالإحباط ولكن منسقي الأغاني في الإذاعات  قاموا ببث «إلى المعلم مع الحب» بكثافة مما تسبب بحلول شهر أكتوبر في صعودها للمركز الأول على بيلبورد ولمدة خمسة أسابيع.

## نسخ أخرى للأغنية
قدم الأغنية 68 فنان حول العالم، وأكثرهم تميزاً:
فريق جاكسون فايف عام 1969.
آل جرين ضمن ألبوم «الحقيقة والوقت Truth N' Time» عام 1978.
المغنية الاسكتلندية «نجير فواتا» عام 1990: تصدرت نسختها قمة قائمة أفضل الأغاني في اسكتلندا خمسة أسابيع.
فريق «تراش كان سيناتراز The Trash Can Sinatras» ضمن ألبوم «جيب سعيد» عام 1996، وظهرت نسخنه على قوائم المملكة المتحدة.
نسخة المغنية الأسترالية تينا أرينا ضمن ألبومها «أغاني حب وخسائر Songs of Love & Loss» عام 2007.

## كلمات الأغنية
لقد ولت أيام تلميذة المدرسة من سرد الحكايات وقضم الأظافر Those schoolgirl days of telling tales and biting nails are gone
لكن في رأيي أعلم أنهم سيظلون يعيشون باستمرار But in my mind I know they will still live on and on
لكن كيف تشكر شخصًا أخذك من أقلام تلوين إلى عطر But how do you thank someone who has taken you from crayons to perfume
ليس الأمر سهلاً، لكنني سأحاول It isn't easy, but I'll try
إذا أردت السماء، سأكتب عبر السماء بالحروف If you wanted the sky I would write across the sky in letters
هذا من شأنه أن يرتفع ألف قدم «إلى المعلم، مع الحب» That would soar a thousand feet high 'To Sir, With Love
لقد حان الوقت لإغلاق الكتب ويجب أن تنتهي النظرات الطويلة الأخيرة The time has come for closing books and long last looks must end
وأثناء مغادرتي أعلم أنني سأترك أعز أصدقائي And as I leave I know that I am leaving my best friend
صديق علمني الصواب من الخطأ والضعف من القوة A friend who taught me right from wrong and weak from strong
هذا كثير لنتعلمه، لكن ما الذي يمكنني تقديمه لك في المقابل That's a lot to learn, but what can I give you in return
إذا كنت تريد القمر سأحاول أن أصنع نجمة If you wanted the moon I would try to make a star
لكنني أفضل أن تدعني أعطي قلبي إلى معلمي، مع الحب But I would rather you let me give my heart 'To Sir, With Love

## وصلات خارجية
- https://www.songfacts.com/facts/lulu/to-sir-with-love إلى المعلم مع الحب (أغنية)
- https://secondhandsongs.com/performance/24452 إلى المعلم مع الحب (أغنية)
- https://www.billboard.com/articles/news/7662608/behind-lulu-to-sir-with-love-which-topped-the-hot-100-in-1967-saturday-night-live-snl إلى المعلم مع الحب (أغنية)